# Šlikovská šperkovnice
Šlikovská šperkovnice je barokní kazeta či truhlička, umělecká a numismatická památka. Je vytepána ze stříbra a vykládaná 44 stříbrnými tolary. Byla zhotovena v Augsburgu kolem roku 1690 pro rodinu Šliků a sloužila jí k reprezentaci a ukládání cenností. Roku 1992 byla prohlášena za kulturní památku a od 1. ledna 2016 je národní kulturní památkou. V současnosti je vystavena v historické expozici rodu Šliků na zámku v Ostrově u Karlových Varů. 

## Historie

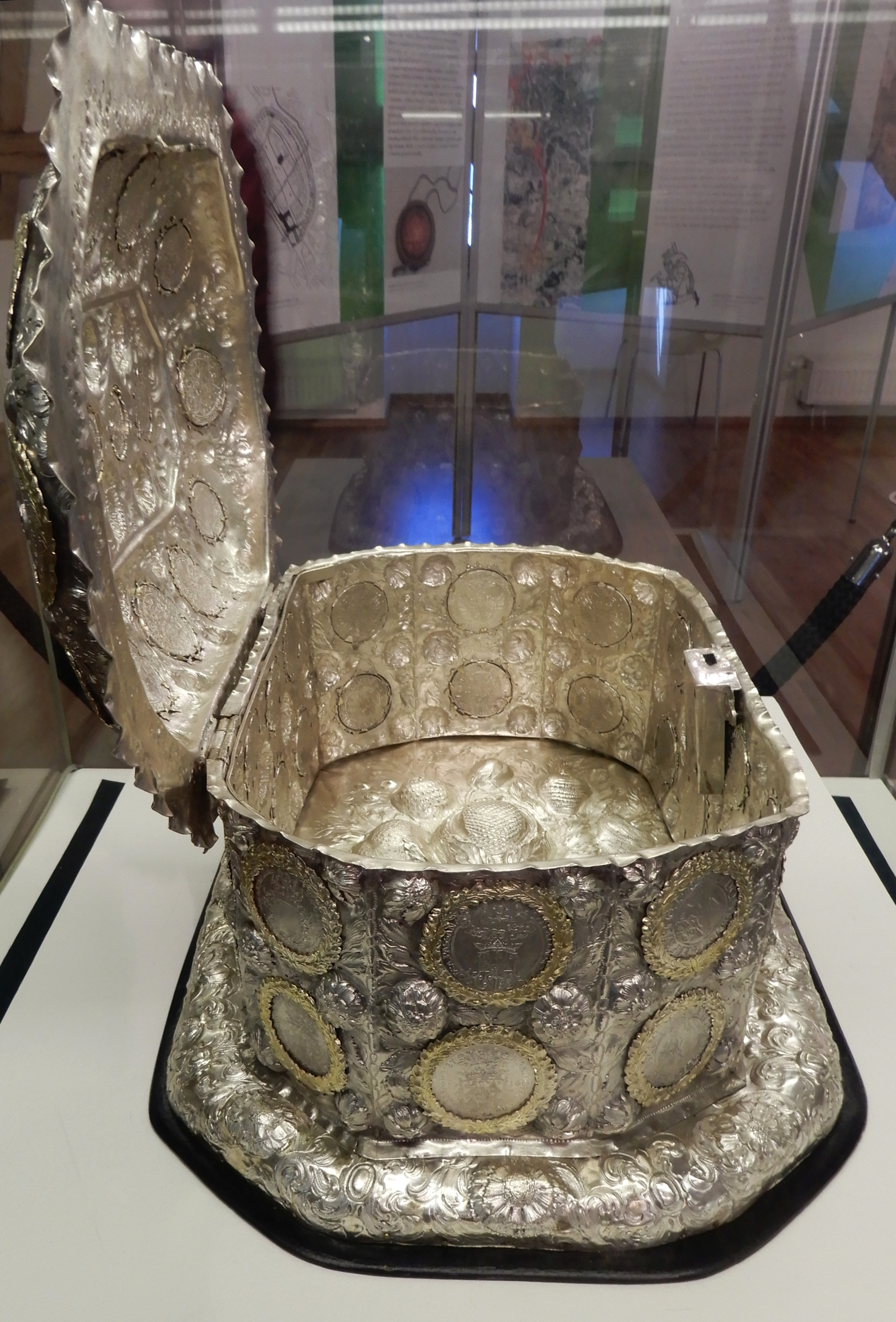
Šlikovská šperkovnice, boční pohled

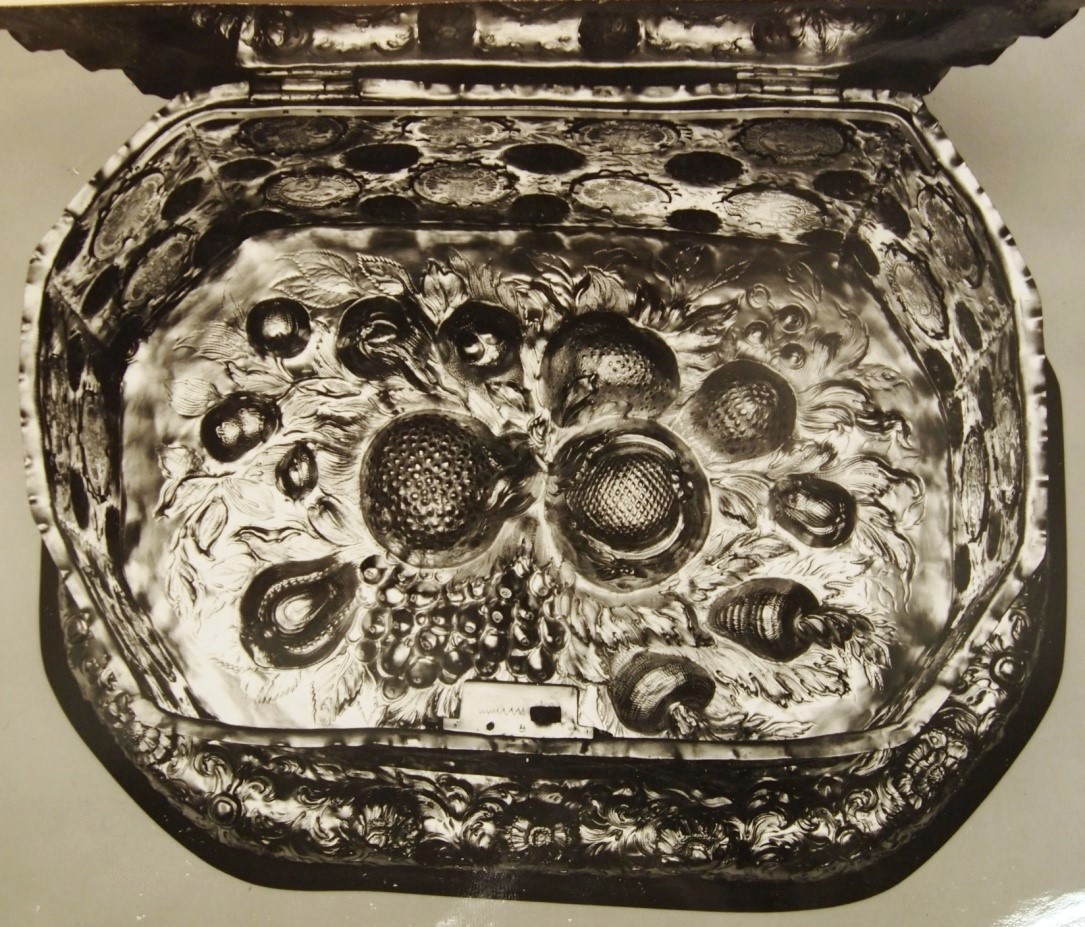
Šlikovská šperkovnice, dno

Truhličku si před rokem 1690 objednal některý člen rodiny Šliků ze severozápadních Čech. Objednávka ani objednavatel nejsou písemně doloženi, chybí znak objednavatele či nápis. Mohl jím být nejspíše generál a císařský diplomat, hrabě Leopold Antonín Josef Šlik (1663–1723), nejvyšší kancléř Království českého v období války o dědictví španělské. Jeho vnuk Leopold Jindřich byl posledním Šlikem, která razil mince a mohl mít zájem doplnit do starší truhličky svou ražbu tolaru z roku 1767. 
Truhlička byla v letech 1691–1948 v majetku a užívání rodiny Šliků. V letech 1948–1950 ji Šlikové společně s ostatním rodinným stříbrem (souborem 45 stříbrných klenotů a třemi dalšími umělecko-řemeslnými předměty) ukryli na zámku Jičíněves, který jim byl zkonfiskován. 
Někdy před rokem 1962 byl poklad objeven, zkonfiskován československým státem a uložen do trezoru Státní banky československé. V roce 1965 byl registrován jako kulturní památka. Dne 9. ledna 1967 byly předměty převedeny ze Státní zkušebny pro drahé kovy v Praze Hospodářskou smlouvou do Národního muzea a stříbrná truhlička se stříbrnou holbou byly zapsány do muzejních sbírek.
V roce 1978  truhličku  restauroval zlatník Jan Staněk, spájel prasklý plášť, doplnil dřevěný sokl (podložku) a ulomený pant. V letech 1986–1991 byla truhlička vystavena ve stálé historické expozici Národního muzea v Lobkovickém paláci na Pražském hradě a poprvé publikována. 
Dne 20. února 1992 byly dva stříbrné předměty – tato truhlička a holba, vykládaná rovněž mincemi  – vráceny v restituci movitého majetku rodině Šliků z Jičíněvsi. Téhož roku byly zapsány do rejstříku movitých kulturních památek.
V roce 2012 nabídly dědičky šperkovnici zpět Národnímu muzeu, do jehož dlouhodobě budované šlikovské numismatické a uměleckohistorické sbírky by nejspíše patřila. Pro vysokou cenu se koupě neuskutečnila. V roce 2015 získal prostřednictvém Ministerstva kultury ČR za asistence Národního památkového ústavu truhličku státní zámek v Náchodě, který ji zařadil do mobiliárního fondu předmětů denní potřeby a dlouhodobě ji zapůjčil do expozice šlikovského zámku v Ostrově u Karlových Varů.

## Popis předmětu
Truhlička, nazývaná variantně kazeta či šperkovnice, má rozměry 44 × 31 × 23 centimetrů, je vytepaná ze stříbrného plechu o ryzosti čtrnáct lotů (875/1000) a o celkové hmotnosti 4180 gramů (5721 g včetně - nyní neoddělitelného dřevěného soklu). Její povrch, zejména dno, je bohatě zdoben tepaným barokním dekorem z ovocných plodů (granátové jablko, hruška, jahoda), listů a uschlých květů (růžr stolistá, slaměnky). Sloužila především jako reprezentační předmět a pro tezauraci majetku: jako kontejner na mince, šperky, smlouvy a příruční pokladna. Na stěnách a víku truhličky je zásobník pro 44 stříbrných mincí, které jsou upevněny pomocí pomocí svorek do profilovaných kruhových rámečků s věnečkem, aby se v případě potřeby daly vyjmout a použít. Jde o výběr mincí, které rodina objednavatele razila v mincovnách v Jáchymově, Horním Slavkově, Kladsku a Plané v letech 1518–1767. Nejstarší a nejvzácnější tolary z let 1518–1524 a dvoutolary již roku 1992 chyběly.  
Stříbrnická práce je dobře identifikovatelná, protože je značena dvěma výrobními puncy: značkou augsburského cechu zlatníků a stříbrníků v podobě piniové šišky se sedmi semínky a dvěma lístky, což je typ užívaný puncovním mistrem v letech 1687–1691, a mistrovskou značkou s kotvou ve štítku, kterou užíval augsburský stříbrník Israel Thelot (žil v letech 1609–1699), zatímco jeho syn a tovaryš Johann Andreas Thelot  měl značku menší a štítek tvarově jednodušší. Truhlička byla v letech 1806-1809 přepuncována kontrolním puncem pražské mincovny a osvobozena od odvodu.